# Lloyd Price
Lloyd Price (ur. 9 marca 1933 w Kenner, zm. 3 maja 2021) – amerykański muzyk związany ze gatunkami rhythm and blues i rock and roll. Piosenkarz był wybitnym przedstawicielem pierwotnego, południowego stylu R&B pozbawionego jeszcze popowych naleciałości typowych dla późniejszych produkcji. Największym przebojem z wczesnego okresu twórczości Price'a był standard Lawdy Miss Clawdy nagrany w 1950. W końcu lat pięćdziesiątych XX wieku Lloyd Price włączył się w zyskujący popularność nurt rock and rolla, zachowując jednak silne wpływy pierwotnego bluesa. Do największych przebojów artysty z tego okresu należały Stagger Lee, Personality, Oooh, Oooh, Oooh, Restless Heart, Tell Me Pretty Baby, Ain't It a Shame i I'm Gonna Get Married. W czasie swej długiej kariery (koncertował jeszcze w 1993 roku) współpracował z takimi muzykami jak Jerry Lee Lewis, Little Richard, Wilson Pickett, Fats Domino i inni. Muzyczna kariera Price'a została dwukrotnie przerwana. Po raz pierwszy gdy został powołany do wojska i uczestniczył w wojnie koreańskiej i po raz drugi gdy poświęcił się walkom bokserskim.
W 1998 Lloyd Price został wprowadzony do Rock and Roll Hall of Fame.

## Dyskografia
- 1959 Exciting Lloyd Price
- 1959 Mr. Personality
- 1960 Fantastic
- 1960 Mr. Personality Sings the Blues
- 1960 Mr. Personality's Big 15
- 1961 Cookin'
- 1961 Sings the Million Sellers
- 1961 Lloyd Price Sings the Million Sellers
- 1963 Lloyd Price Orchestra
- 1963 Misty
- 1964 Mr. Rhythm & Blues
- 1965 Lloyd Swings for Sammy
- 1969 Lloyd Price Now
- 1969 Come to Me
- 1981 This Is My Band
- 1991 A Rage in Harlem
- 1998 Body with No Body
- 2002 Christmas Classics